# 下瓦爾登州
下瓦爾登州（德語：Nidwalden；法語：Nidwald；意大利語：Nidwaldo；羅曼語：Sutsilvania）位於瑞士中部。人口39,866，首府設於施坦斯（Stans）。為傳統上的「半州」。

## 地理
此州位於瑞士中部，北面連接琉森湖，東南西面被山脈環繞。西面和南面接壤上瓦爾登州，東接烏里州，北面與琉森州及施維茨州隔琉森湖相望。州內最高點是洛特施托利峰（Rotstöckli）（海拔2901米）。

## 歷史
下瓦爾登在1291年與烏里州及施維茨州在呂特利（Rütli）締結盟約，成立瑞士邦聯。州政府要到十四世紀末才成立，包括議會及法庭。在十四及十五世紀期間上、下瓦爾登人民在大事上會共同商議，可是兩個半州從來沒有合併過。例如上瓦爾登並無參與侵略貝林佐納、里維埃拉及布萊尼奧地區的行動。
在1500年左右有很多下瓦爾登人去當僱傭兵，他們有很多當兵後索性移居外地，例如法國的阿爾薩斯（Alsace）地區，這紓緩了下瓦爾登人口過多的問題。法國大革命後，拿破崙開始擴張版圖，下瓦爾登人民拒絕接受他頒布的新憲法後，法軍就在1798年9月9日攻擊下瓦爾登，最少400名居民被殺。拿破崙對下瓦爾登的統治在1814年結束，統治期間作出的改變都被回復過來。之後，下瓦爾登只在1877年修改過憲法。

## 政治
州行政局（Regierungsrat）由七位成員組成。本地議會有60席。下瓦爾登因為是半州，因此在瑞士聯邦議會只能擁有一名代表。（全州有兩名）

## 經濟
在1500年左右，下瓦爾登人主要是當僱傭兵。由十九世紀中葉以降，貿易、工業及旅遊業得到了長足的發展。到二十世紀中葉為止，下瓦爾登的經濟產業主要是農業，牛隻及乳酪主要出口到意大利北部。現在主導經濟的是中小型企業，行業有機械製造、醫療用品、國際貿易、光學及電子儀器等。州內最大的僱主是一間叫皮拉圖斯的飛機建造商。
傳統行業仍然很重要，尤其是伐木業和農業。上瓦爾登的農業專注於蓄牧業，供應奶類及肉類。多數農莊是家族經營。

## 旅遊業
在冬季及夏季，湖光山色吸引大量遊客到下瓦爾登遊覽。主要的渡假村集中在克莱文阿尔普、施坦斯峰、巴纳尔普和比尔根山。

## 文化
當地團體致力保護下瓦爾登的傳統文化，例如是傳統音樂、約德爾調（Yodelling）、舞蹈、服飾、戲劇及節日等。當地不時有舉辦演奏會和畫展。

## 行政區劃

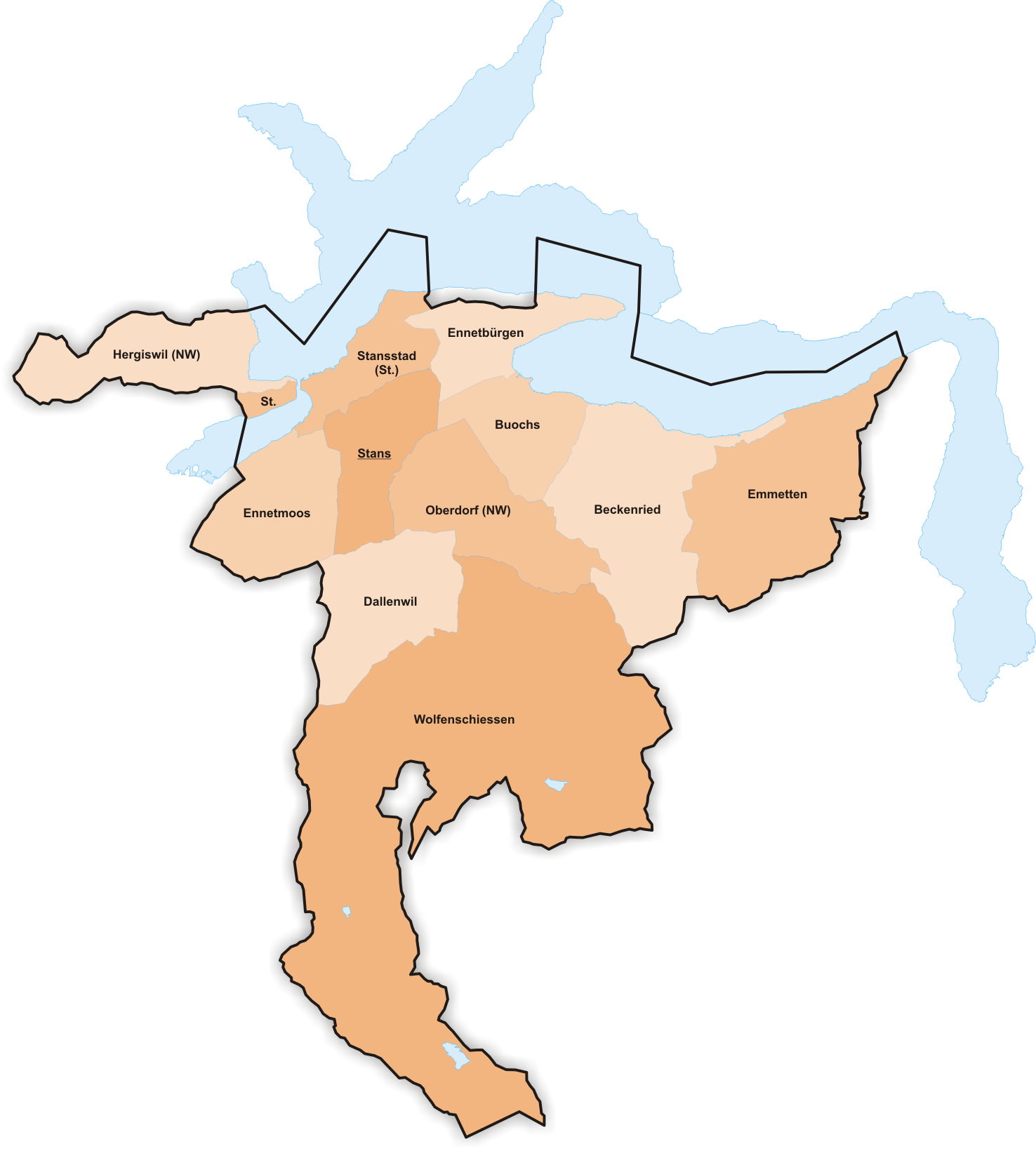
下瓦爾登邦行政區劃圖

下瓦爾登邦下劃分11個市級行政區：
- 施坦斯，為該邦的行政中心
- 黑吉斯维尔
- 布奧克斯（德语：Buochs）
- 埃內特畢根（德语：Ennetbürgen）
- 史坦斯施塔特（德语：Stansstad）
- 贝肯里德（德语：Beckenried）
- 奧伯多夫（德语：Oberdorf_NW）
- 埃內特莫斯（德语：Ennetmoos）
- 沃爾芬徐森（德语：Wolfenschiessen）
- 達倫維爾（德语：Dallenwil）
- 埃梅滕（德语：Emmetten）

## 外部連結
- 州官方網站（页面存档备份，存于）（德文）
- 州官方統計數據（页面存档备份，存于）